# Kyrkogårdsön (film)
För andra betydelser, se Kyrkogårdsön.
Kyrkogårdsön är en svensk äventyrsfilm från 2004 i regi av Martin Forsström och Daniel Möllberg.

## Handling
Filmen utspelar sig sommaren 1985 mitt i jakten på ryska ubåtar och handlar om några ungdomar som befinner sig i Stockholms skärgård. Konstiga saker händer; bland annat att den gamle fiskargubben Pettersson (Torsten Wahlund) mystiskt försvinner och när konstiga saker ses på kyrkogårdsön förstår ungdomarna att det kanske har något att göra med den försvunne mannen. Medan Henrik (Kasper Lindström) mest har ögon för Anna (Helena Jacobsson), börjar Kristian (Jim Ramel Kjellgren), Erik (Samuel Lucki-Rakana) och Oskar (Arild Lagergren Jernselius) spana med sina kikare.

## Om filmen
Den svenska publikpremiären var den 17 september 2004.
Med manus och regi av Martin Forsström och Daniel Möllberg. Kyrkogårdsön var Lakke Magnussons sista film.

## Rollista (i urval)
- Jim Ramel Kjellgren - Kristian
- Samuel Lucki-Rakana - Erik
- Arild Lagergren Jernselius - Oskar
- Kasper Lindström - Henrik
- Helena Jacobsson - Anna
- Torsten Wahlund - Pettersson
- Leif Andrée - Gustav
- Lotta Ramel - Kristin
- Lakke Magnusson - Nilsson
- Kalle Westerdahl - Johansson

## Musik
- Filmmusiken är skriven och producerad av Fredrik S Wahlin
- Tre låtar från bandet Elvish CD Deep Blue inklusive titelspåret "Deep Blue" skrivna av Fredrik S Wahlin och Michael Paulsson

Gruppen Elvish består av:
- Amanda Norenberg
- Anna Segerfelt
- Helena Skoglund
- Elisabeth Karlsson